# Стенография
Стеногра́фия (от греч. στενός — узкий, тесный и γράφειν — писать) — способ письма посредством особых знаков и целого ряда сокращений, дающий возможность быстро записывать устную речь.
Скорость стенографического письма превосходит скорость обычного в четыре—десять раз.

## Виды стенографии
Так как выбор значков для стенографии в основном произвольный, то из сочетаний различных значков образовалось бесчисленное множество стенографических систем, каждая из которых имеет свои достоинства и недостатки.
Системы делятся, с одной стороны, на курсивные и геометральные; с другой стороны, на морфологические и фонетические.
В курсивных системах знаки образуются из элементов букв обыкновенного письма.
В геометральных системах основами знаков служат геометрические элементы (точка, прямая линия, круг и его части) и все сочетания букв имеют вид геометрических фигур.
В морфологических системах фиксируются морфемы, в фонетических — звуки.

## История
Искусство стенографии существовало уже, как можно заключить по некоторым данным, у древних египтян, где условным знаком записывались речи фараонов; от египтян это искусство перешло к грекам и римлянам, у которых имелись скорописцы.
5 декабря 63 г. до н. э. в Древнем Риме состоялось первое известное в истории применение стенографии. По свидетельству историка древности Плутарха, в этот день на заседании римского сената, где решалась судьба заговорщика Катилины, с обвинением выступил Катон младший. В I веке до н. э. римский грамматик Марк Туллий Тирон изобрёл особый способ стенографирования, получивший название «тиронских значков» (notae Tironianae); эти значки были образованы из римских прописных букв сокращением и упрощением их; в соединении друг с другом значки подвергались определенным изменениям и слияниям, для некоторых гласных употреблялись символические обозначения; иногда для обозначения целых слов употреблялись буквенные обозначения; некоторые буквы опускались, хотя без определённой системы. У римлян скорописцы (notarii) записывали такими значками публичные речи и протоколы заседаний. Во время империи эта стенография изучалась в школах, а впоследствии ею пользовалась и христианская церковь.
С падением Римской империи пало и это искусство, хотя и продолжало ещё существовать до времён Каролингов, затем оно совершенно исчезает. Число знаков было весьма велико: Сенека насчитывал их до 5000, во времена Каролингов их было около 8000. Рукописи, написанные тиронскими значками, сохранились до настоящего времени.
В Средние века, после исчезновения тиронских значков, упоминается лишь попытка английского монаха Джона Тильбюрийского (1174) составить новую латинскую словную стенографию (в XII веке). В Средние века и в начале Нового времени речи записывались обыкновенным алфавитом, но с сокращениями, которые потом дополнялись.
В конце XVI века в Англии вновь появляется искусство стенографии и получает особенное развитие в конце XVIII века. Из Англии стенография распространилась, начиная с XVII века, и на европейском континенте. Наибольшего развития стенография достигла в Северо-Американских Соединённых Штатах, Англии, Франции, Германии, Швейцарии и Австро-Венгрии.

## Применение
Как средство записывать произносимые речи стенография употребляется почти во всех парламентах земного шара. Образцовым (на конец XIX века) было стенографическое бюро при прусской палате депутатов, состоявшее из двенадцати стенографов, такого же числа писцов, журналиста и главного редактора. Во время заседаний палаты стенографы работали по двое, и каждая пара чередовалась в своих занятиях через каждые 10 минут; по окончании очереди освободившиеся стенографы уходили в особое помещение, где диктовали стенограмму писцам (в случае неясности текста сравнивались обе стенограммы); готовая рукопись передавалась для прочтения ораторам, затем читалась редактором. Определение в стенографы производилось по конкурсу. В Англии, где есть наборщики, знакомые со стенографией, стенограммы вовсе не переписываются обыкновенными буквами, а отсылаются прямо в типографию и уже в печатных корректурах исправляются и редактируются.

## Распространённость
Первое стенографическое общество было учреждено в 1726 году в Лондоне, но просуществовало недолго, и лишь в 1840-м появилось там же новое стенографическое общество. Есть несколько стенографических институтов, созданных для содействия развитию теории, практики и литературы стенографии: учреждённый в 1839 году Königliches Stenographisches Institut в Дрездене; учреждённый Дюплойе в 1872 году Institut sténographique des Deux-Mondes в Париже и учреждённый Питманом в 1851 году Phonetic Institute в Бате, с отделениями в Лондоне и Нью-Йорке. Первый журнал, посвящённый стенографии, вышел в Англии в 1842 году. Первый международный стенографический конгресс состоялся в 1887 году, шестой — в 1897-м.

### Англия
В Англии первая попытка установить стенографию, сделанная Брайтом (1588), окончилась неудачей. Развитие стенографии в Англии можно разделить на три этапа: старогеометральный (1602—1720); новогеометральный (1720—1837); питтмановский (1837—1921). Начало развитию геометральных систем положил Джон Уиллис, создавший фонетическое стенографическое письмо. Ему же принадлежит авторство термина «стенография», которое он употребил в названии своего труда, написанного в 1602 году: «Искусство стенографии, изучаемое по простым и твёрдым правилам, приспособленное к средним способностям и для применения во всех профессиях, могущее служить руководством для целей стенографии или тайного письма. В Лондоне, 1602». Кроме него, созданием систем стенографического письма занимались, начиная с 1618 года, многие другие, в том числе и Самуэль Тейлор (1786). Система Тейлора была перенесена во многие иностранные языки; на его же системе основывается и Айзек Питман, который своей «Фонографией» (1837) далеко превзошёл других изобретателей. Первым сторонником графического направления в Англии стал Бордлей в 1787 году, но не имел там успеха. По распространённости стенографии в обыденной жизни Англия стоит впереди других стран. При парламенте официальных стенографов нет. В начале XX века в Англии имелось пять центральных и 95 местных стенографических обществ и 174 стенографических школы по системе Питмана.

### Франция
Во Франции система Коссара (1651) не получила распространения; Кулон де Тевено (1778) также не имел успеха. Большое распространение выпало на долю попытки Бертена (1792) применить систему Тейлора, которая ещё и поныне употребляется в обработке Прево (1826) и Делонея (1866. В настоящее время наиболее распространена система Дюплойе (1867). Всего во Франции насчитывается 35 обществ, следующих системе Дюплойе, два общества — системы Прево-Делоней, четыре — других систем стенографии.

### Соединённые Штаты Америки
В США получила распространение система стенографии Грегга, изобретённая Джоном Робертом Греггом в 1888 году. В отличие от системы Питмана, система Грегга не использует толщину штриха для различия между согласными. Гласные указываются всегда недиакритическими знаками.

### Италия
В Италии ещё в 1678 году Рамсей обработал итальянскую систему стенографии под названием «Tacheographia»; за ним следовала попытка Молина (1797); успех имел Аманти (1809) со своей обработкой системы Бертена; последняя была также обработана Дельпино (1819) и др. С 1863 года получила большое распространение обработка системы Габельсбергера, принадлежащая Ноэ, которая принята правительственными учреждениями и двадцатью стенографическими обществами с 610 членами.

### Германия
В Германии в 1678 году появилась «Тахеография» Рамсея. В конце XVIII века имели довольно большой успех Мозенгейль (1796) и Горстиг (1797) со своими геометральными системами стенографии; но лишь с появлением графической системы Габельсбергера (1834) немецкая стенография стала на твёрдую почву. Габельсбергер заимствовал свои знаки из частей обыкновенных букв, но связь знаков между собой основывается у него отчасти ещё на началах геометральных систем. Штольце (1841) указал на удобства употребления соединительной черты, установил более точные правила и вообще поднял значение стенографии. Число систем стенографии в Германии довольно велико (Арендса, Фаульмана, Авг. Лемана, Меркеса, Роллера, Фельтена). Шрей (1887) удачно соединил в своей системе преимущества систем Габельсбергера, Штольце, Фаульмана; Браунс (1888) применил в своей системе особенно рациональную экономию. Главное различие между отдельными группами немецких систем стенографии заключается в способе обозначения гласных: у Габельсбергера гласные или вовсе не выписываются, или сливаются с согласными, или обозначаются поднятием или упущением, утолщением или увеличением согласных (символическое обозначение); лишь изредка они выписываются. Последователи Габельсбергера стремились подвести под определенные правила обозначение гласных, чтобы тем самым упростить словообразование. Система Штольце придерживается исключительно символического обозначения гласных; системы относительной символики придерживаются Фаульман, Меркес, Шрей, Леман. Другие системы придерживаются выписывания гласных и отчасти слияния их с согласными (Арендс, Роллер, Куновский). К концу XIX в. в Германии появилось стремление к объединению различных стенографических школ: в 1897 году объединили свои системы школы Штольце, Шрея и Фельтена, и к этому соглашению присоединилась и школа Меркеса и Лемана; это — группа систем с символизацией гласных. В 1898 году объединились системы Арендса, Роллера и Куновского (1898) под названием «национальной стенографии»; это — группа систем, выписывающих гласные. В настоящее время стремятся к объединению обе эти группы, а также системы, стоящие вне групп. Вообще, в Германии стенография достигла высокой степени развития. Стенография по системе Габельсбергера введена как  необязательный предмет в средних учебных заведениях Баварии, Саксонии, Саксен-Веймара и др.; в Бадене и Вюртемберге наряду с системой Габельсбергера преподаются системы Штольце и объединённая система Штольце-Шрея. Лишь Пруссия отказывается от введения преподавания стенографии из-за существования слишком многих и нетвердо установившихся систем, но в 1897—1898 годах и в прусских военных школах было введено необязательное обучение стенографии по системе Штольце-Шрея. В германском рейхстаге употребляется система Штольце. Всего в 1898 году в Германии существовало около 2500 стенографических обществ, объединяющих 82 000 членов (системы Габельсбергера — 1137 обществ, Штольце-Шрея — 805).

### Габсбургская монархия
В Австро-Венгрии немецкая стенография впервые была предложена Данцером (1800) по геометральной системе, но она исчезла с появлением системы Габельсбергера, которая имела и к началу XX в. наибольшее распространение и употреблялась в рейхсрате и местных ландтагах; обучение ей было введено в средних учебных заведениях. Из новых систем были распространены системы Фаульмана, Лемана и Шрея. Первая система стенографии для мадьярского языка была предложена Гати (1820), но без успеха, так же, как и система Борзоса (1833). Больший успех имели переделка стенографии Штольце — Фенивесси и Габельсбергера — Марковича (1863): обе эти системы были приняты в школах и в парламенте. На чешском языке стенография появилась по системе Габельсбергера благодаря трудам Пражского стенографического общества (1863), которое впоследствии стремилось заменить эту систему новой национальной системой. Для польского языка система Габельсбергера переделана Полинским (1861) и Олевинским (1864), для хорватского — Магдичем (1864). Всего в Австро-Венгрии было 181 стенографическое общество, в том числе 130 — системы Габельсбергера (на различных языках) с 10 334 членами.

### Россия
В дореволюционной России стенография использовалась мало, применялись главным образом переработки курсивных немецких систем. Первой оригинальной и применённой на практике стенографической системой для русского языка была система Михаила Иванина, опубликованная в 1858 году в его книге «О стенографии, или искусстве скорописи, и применении её к русскому языку». В 1860 году впервые в России стенография (по системе Иванина) была использована в Петербургском университете для записи диспута о происхождении Руси между академиком Михаилом Погодиным и профессором Николаем Костомаровым.
После Октябрьской революции 1917 года появились новые стенографические системы: М. И. Лапекина (1920), Н. И. Фадеева (1922), Н. Н. Соколова (1924) и др. В 1920-е годы стенография преподавалась по разным системам, что тормозило развитие стенографического образования. В 1933 году Наркомпрос РСФСР произвёл теоретическое и практическое сравнение семи лучших систем, и 10 июня того же года ВЦИК РСФСР принял постановление о введении в РСФСР Государственной единой системы стенографии (ГЕСС), в основу которой была положена система Соколова. В дальнейшем эта система подвергалась частичному усовершенствованию, а также были предложены альтернативные стенографические системы, как то: система О. С. Акопяна, система О. Александровой (построенная по фонетическому принципу), система В. Герасимова и др.
1 апреля 2018 года в России должности «Секретарь-стенографистка», «Стенографистка» и «Заведующая машинописным бюро» исключены из Квалификационного справочника должностей руководителей, специалистов и других служащих приказом министра труда и социальной защиты Максима Топилина. Через два года, 1 апреля 2020 года, профессиональное объединение «Институт стенограммы» обратилось в Министерство труда с предложением вернуть профессию стенографиста в Квалификационный справочник должностей, но с нормативами, адаптированными к современным условиям труда.

## Государственная единая система стенографии
В системе Н. Н. Соколова основу алфавита содержат простейшие графические элементы. В отличие от обычного письма, имеет смыслоразличительное значение размер знака и его положение на строке. За счёт этого количество графических элементов сведено к минимуму.
Таким образом, графически упрощается весь алфавит. Гласные выражаются изменением положения знаков согласных. Используются особые знаки для выражения наиболее часто встречающихся сочетаний согласных, как то: СТ, СН, СТР, ПР и другие — так называемые «слитные знаки».
Используются особые знаки для выражения наиболее часто встречающихся начальных (РАС-, ЗА-, ПЕРЕ- и др.) и конечных сочетаний (-ЕНИЕ, -СТВО и др.), корней (-ЗДРАВ-, -ДЕРЖ- и др.). ЖД — «железная дорога» и прочие аббревиатуры.
Существуют общие правила сокращения слов (например, сокращение началом слова, началом и концом слова, концом слова), есть и уже закрепившиеся конкретные сокращения для наиболее частотных слов (например, РЕЗУЛЬТАТ = РЕЗ, ВРЕМЯ = ВР и др.).
Некоторые часто встречающиеся слова сокращаются особыми знаками (ПРОИЗВОДСТВО, ПРОМЫШЛЕННОСТЬ).
Часто встречающиеся словосочетания объединяются в т. н. «фразеограммы» и пишутся без отрыва, возможно, с пропуском середины словосочетания.
Существует также около десятка идеограмм.
Гласные «А» и «Я», как правило, пропускаются. Окончания у прилагательных не пишутся. Используют надстрочное и подстрочное написание согласных для обозначения гласных.

## Современные тенденции
Традиция стенографии поддерживается энтузиастами и специалистами, для которых стенография важна как вспомогательный навык, в зарубежных странах; также поддерживаются существующие периодические издания, возникшие в период расцвета явления. Более того, в ряде стран (в частности, России) стенография используется для заполнения протоколов следственных действий и судебных заседаний, однако же на практике данная норма имеет крайне узкое распространение.

## Использование стенографии учёными и писателями
Стенографией владели сами или пользовались услугами профессиональных стенографов в своей работе немецкий зоолог Альфред Брем, химик Д. И. Менделеев, отец русской авиации Н. Е. Жуковский, геолог и палеонтолог В. О. Ковалевский, физиолог И. П. Павлов, агрохимик Д. Н. Прянишников, театральный режиссёр Н. М. Горчаков и другие.
С помощью стенографии в молодости зарабатывали себе на жизнь Ч. Диккенс, А. Линдгрен, Л. К. Чуковская.
Услугами стенографа пользовались русские писатели: В. В. Крестовский (окончание романа «Петербургские трущобы», 1864—1869), Ф. М. Достоевский (начиная с романа «Игрок», 1866), Д. К. Гирс («Старая и Новая Россия», 1868), Г. А. Де-Воллан. Лев Толстой при диктовке ответов на многочисленную корреспонденцию в 1907—1909 годах прибегал к услугам стенографа-переписчика Н. Н. Гусева. Стенографом В. В. Крестовского и Ф. М. Достоевского была А. Г. Сниткина, Д. К. Гирса и Г. А. Де-Воллана — И. К. Маркузе.

## Переводческая скоропись
Переводческая скоропись может рассматриваться как разновидность стенографии. Её особенностью является использование преимущественно словесных, а не буквенных символов. Проблемой является отсутствие стандартизации такой скорописи.